# Neagolius interstitialis
Neagolius interstitialis är en skalbaggsart som beskrevs av Koshantschikov 1894. Neagolius interstitialis ingår i släktet Neagolius och familjen Aphodiidae. Inga underarter finns listade i Catalogue of Life.